# Acrotatos (général)
Acrotatos Ier (en grec ancien Ακρότατος) était le fils du roi de Sparte Cléomène II.

## Famille
Il est le fils du roi de Sparte Cléomène II et d'une femme au nom inconnue, il à un frère cadet, Cléonyme. D'une épouse au nom inconnu, il à un fils, Areus I.

## Biographie
Il s'attira le mécontentement d'un groupe influent de citoyens spartiates en s'opposant au décret qui devait libérer de l'infamie tous ceux qui avaient fui la bataille au cours de laquelle Antipater, général macédonien, avait vaincu Agis III en 331 av. J.-C. lorsque ce roi de Sparte tenta de contester le joug macédonien,. Face aux menaces qu'il subissait dans sa cité natale, Acrotatos choisit de s'exiler et prit pour cela le chemin de la Grande-Grèce.
En 316/315 av. J.-C., Agathocle, le tyran de Syracuse, avait éliminé nombre de ses adversaires, et les rescapés s'étaient réfugiés à Agrigente. Ils convainquirent alors les habitants d'Agrigente d'agir contre Agathocle. Une expédition fut donc mise sur pied mais Agrigente souhaitait que le chef de l'armée soit un étranger et envoyèrent donc des émissaires à Sparte. Acrotatos, très impopulaire à Sparte, profite de cette occasion pour quitter sa cité, et se met en route avec quelques navires.
Il est cependant pris dans une tempête et débarque sur la côte de l'actuelle Albanie, près de la cité d'Apollonia d'Illyrie, alors assiégée par Glaucias. Acrotatos intercède auprès du roi illyrien pour conclure un accord avec les Apolloniens et lever le siège. Il se rend ensuite à Tarente et persuade les habitants d'envoyer 20 navires de renfort à Agrigente. Une fois Acrotatos arrivé dans sa ville de destination, il prend le commandement en chef qui lui était destiné. Mais au lieu de partir en campagne contre Agathocle, il ne fait que profiter des divertissements de la cité et se distingue même par sa cruauté. Il fait notamment assassiner un certain Sosistratos, un notable exilé de Syracuse, à la suite de quoi Acrotatos est chassé d'Agrigente et retourne à Sparte. En apprenant ce départ, les Tarentins rappelèrent la flotte qu'ils avaient envoyée en Sicile et le conflit entre Agrigente et Syracuse fut réglé par la médiation du général carthaginois Hamilcar.
Acrotatos trouva la mort dans des circonstances indéterminées en 265 av. J.-C., avant la mort de son père selon Plutarque. Sa mort suscite plus tard une crise de succession dans la dynastie Agiade. Lorsque Cléomène meurt en 309, la succession peut revenir soit à Cléonyme, frère d'Acrotatos, soit à Areus, son fils. La gérousie tranche finalement en faveur d'Areus.